# Kolora cooloola
Espèce
Kolora cooloola est une espèce d'araignées aranéomorphes de la famille des Corinnidae.

## Distribution
Cette espèce est endémique du Queensland en Australie.

## Publication originale
- Raven, 2015 : A revision of ant-mimicking spiders of the family Corinnidae (Araneae) in the Western Pacific. Zootaxa, no 3958(1), p. 1-258.